# Anachalcos convexus
Anachalcos convexus är en skalbaggsart som beskrevs av Karl Henrik Boheman 1857. Anachalcos convexus ingår i släktet Anachalcos och familjen bladhorningar. Inga underarter finns listade i Catalogue of Life.